# Senefeldera
Senefeldera é um género botânico pertencente à família Euphorbiaceae.

## Espécies
- Senefeldera inclinata
- Senefeldera macrophylla
- Senefeldera multiflora
- etc.

## Nome e referências
Senefeldera Mart.